# Trachymene eatoniae
Trachymene eatoniae är en flockblommig växtart som beskrevs av Ferdinand von Mueller. Trachymene eatoniae ingår i släktet Trachymene och familjen flockblommiga växter. Inga underarter finns listade i Catalogue of Life.